# マジャール・アガール
マジャール・アガール（ハンガリー語: Magyar agár）は、犬の品種である。ハンガリーに由来するサイトハウンドの一種。狩猟や追跡のために使役され、保存されている。

## 名称
マジャール・アガールは時に、「ハンガリアン・グレイハウンド」と呼ばれているが、これは誤称である。マジャール・アガールはグレイハウンドの子孫ではなく、独自の犬種指定とユニークな特徴を持つ別の犬種である。より適切な代替名は、「ハンガリアン・ゲイズハウンド」、または「ハンガリアン・サイトハウンド」であろう。

## 特徴
マジャール・アガールは、優美かつ頑健なサイトハウンドである。彼らはグレイハウンドにいくつかの点で似ているが、2つの犬種間の構造上の重要な違いがいくつかある。マジャール・アガールは体が長く、グレイハウンドよりも重い骨の構造を持っている。頭部はくさび形をしていて、顎の筋肉が充実していて、鼻が短く、グレイハウンドよりも洗練されていない。また、皮膚が厚く、短くて密度の高い滑らかな被毛を持ち、冬の間は少し長くなる。このように、彼らは非常に丈夫な犬で、他の短毛のサイトハウンドよりも低温に耐えることができる。薔薇の形をした耳は半分くらいまで上がっていて、楕円形の目をしていて、明るく優しい表情をしている。体重は49ポンド (22 kg)から68ポンド (31 kg)の間で、肩の高さは25インチ (64 cm)から27インチ (69 cm)の間である。 マジャール・アガールの「グレイハウンドネス」の量は、ヨーロッパのブリーダーや愛好家の間で論争の的となっている。この問題は、19世紀から20世紀初頭にグレイハウンドがマジャール・アガールを使って繁殖されたという事実を中心に展開されている。。
マジャール・アガールの頑丈な体格は、険しい地形の上に獲物を追いかけるうえで理想的だ。彼らの構造を考えると、マジャール・アガールは、短距離ではでグレイハウンドのように俊敏では無いが、はるかに長い時間の長い期間、長い距離を行動するのに適しており、より大きな持久力とスタミナを持っている。昔は、馬に乗る主人と同行するトレイルに期待されていた。
マジャール・アガールの平均寿命は12 - 14年である。

### 気質
マジャール・アガールは愛情深く、従順である。他のいくつかのサイトハウンド犬種よりもはるかに強い守備本能を持っているが、人を噛んだりすることはほとんどない。通常、子供たちや他の犬たちの周りでも行儀が良い。彼らはやや遠慮がちだが、過度に恥ずかしがりはしない。知性があり、訓練しやすく、忠実だ。他の犬と同様に、早期に行儀よくなるに違いない。
マジャール・アガールは非常に適応性があり、適切な運動と人との良好な関係がある限り、室内や屋外の犬小屋で快適に暮らすことができる。室内に飼育されている場合、彼らは非常に簡単にハウスブレークし、素晴らしい室内犬になる。日中、彼らは眠っている時間のかなりの部分を過ごすことになるが、彼らは決して "カウチポテト "ではないし、健康と幸せを維持するために毎日の運動を必要とする。他の犬種のようにボールを追いかけることにはあまり熱心ではないので、長時間の散歩やフリーランニング、自転車と共に走ることは、マジャール・アガールの運動には最適な方法だ。
家の中では猫やその他の小動物と穏やかに暮らすことができるが、彼らの猟犬としての伝統を忘れないようにすることが大切だ。彼らは優れた猟犬であり、ハンガリーでは今でもそのような目的のために使われている。そのため、獲物に似たものを追いかける傾向がある。しかし、適切な導入としつけがあれば、猫や小型犬とうまく共存することができる。

## 歴史
マジャール・アガールはおそらく10世紀にカルパチア盆地とトランシルバニアにマジャール人に伴われてきた。言い伝えでは千年余り前に、北東ハンガリーとハンガリー大平原に初めて到着したとされる。マジャール・アガールの最古の考古学的証拠は、ハンガリーの北と東の国境地域カルパチア山脈で発見されている。現在、マジャール・アガールが、マジャール人のカルパチア盆地到達以前に存在していたかどうかは分からない。
マジャール・アガールはハンガリー平原全体に住んでいたが、サボルチ・サトマール・ベレグ県、ハイドゥー・ビハール県とソモギ県の3つの県で強い狩猟の歴史があった。マジャール・アガールの形態は、19世紀のグレイハウンドの導入まで中世から近代まで同じままだった。
マジャール・アガールは長距離レース（野原や森で馬の騎手によって捕捉されたウサギや鹿を追跡する）に使用されていた。。ハンガリー人は、マジャール・アガールは一日あたり30 kmから50 kmの距離のをハンターに従って行動することが期待されていたとする。 ハンガリーの歴史のほとんどを通じて、マジャール・アガールの所有は貴族に制限されていなかったが、貴族が所有していたマジャール・アガールは他のものよりもはるかに大きかった。農民が所有していたマジャ－ル・アガールは、ファームアガールとして知られていたか、単にウサギのキャッチャーとして知られていた。マジャール・アガールのこれらの小さいバージョンは、現在では絶滅している。

## 現状
良いコンパニオン動物を作ることに加えて、マジャール・アガールの優美な外観と洗っただけで着られるコートは、外観を特徴づけている。ヨーロッパの外では珍しいが、少数のマジャール・アガールは、米国に存在している。北米のマジャール・アガールの所有者は、ユナイテッドケネルクラブ、北米ケネルクラブ/珍種、アメリカの希少種協会、国際的なすべての犬協会の品評会で犬を展示する機会がある。さらに、マジャール・アガールは、LGRAとNOTRAアマチュアレースイベントとASFAのルアー狩りイベントに出場する資格がある。